# Dynastie de Méhémet Ali
Pour les articles homonymes, voir Alaouites (homonymie).
La dynastie de Mehemet Ali (en arabe : أسرة محمد علي, Ousrat Muhammad ‘Ali) ou, dans les textes officiels, dynastie des Alaouites, dans le sens de « descendants d’Ali » (en arabe, الأسرة العلوية, al-Ousra-t-al-‘Alawiyya) bien que n'ayant aucune ascendance avec le quatrième calife de l'Islam, Ali[réf. nécessaire], est la dynastie qui a gouverné l’Égypte et le Soudan du début du XIXe siècle jusqu’au milieu du XXe siècle. Sur des périodes plus courtes, elle a également contrôlé une partie de la Libye, la Crète, le district d’Adana, en Turquie, la Syrie, le Liban, la Palestine, le Hedjaz, dans l’ouest de l’Arabie saoudite, une partie du Yémen, et une partie de l’Éthiopie. Le nom de cette dynastie vient de son fondateur Mehemet Ali Pacha, considéré comme le père de l’Égypte moderne.
La prononciation du nom de la dynastie, « Muḥammad ʿAlī » par les arabophones, ou « Méhémed Ali », « Mehmed Ali » comme par les turcophones et albanophones, a une signification politique. Les arabophones égyptiens ont tendance à prononcer Mouhammad Ali et la voir comme une dynastie qui s'attache à la terre d'Égypte, celle qui l'a modernisée. La prononciation Méhémet Ali est souvent considérée comme indiquant que la dynastie est d'origine étrangère. D'autres prononciations du même mot arabe (محمد علي) comme Mohamed Ali sont employées par les gens selon leurs habitudes ou leurs choix.
Jusqu’en 1914, c’est une dynastie de gouverneurs de provinces de l’Empire ottoman, portant les titres de wali ou khédive qui sont des titres de l’administration ottomane. Ainsi, elle est aussi connue comme la « dynastie des Khédives » ou la « dynastie des vice-rois de l’Égypte et du Soudan ». C’est sans doute la seule dynastie de gouverneurs qui règne sur plus de populations et plus de territoires que ses souverains, avec des juridictions sur trois continents.

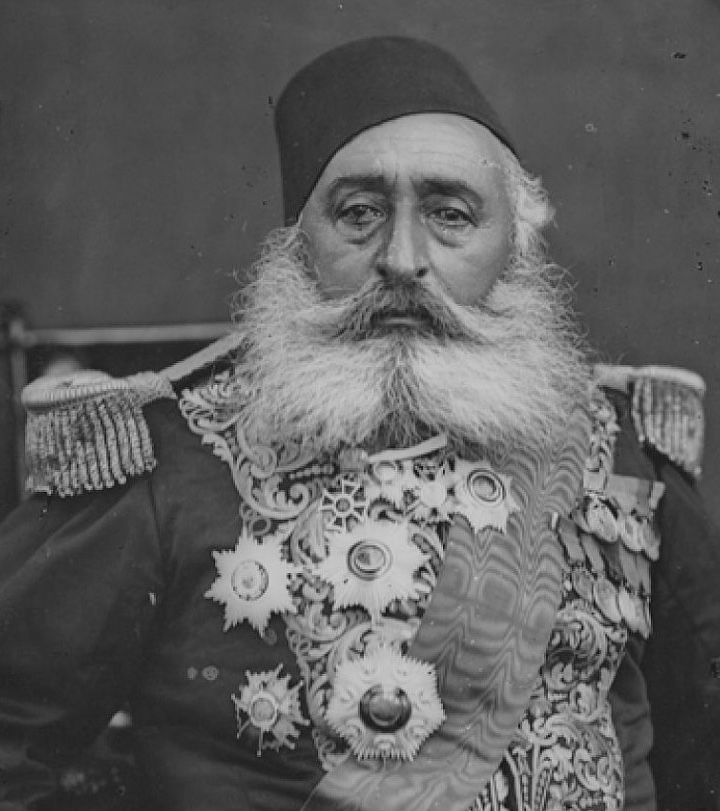
Le khédive Ismaïl Ier.

## Khédivat et occupation anglaise
Méhémet Ali et ses successeurs se proclament khédives au lieu de walis, mais ce titre n'est reconnu qu'à partir de 1867 avec le sultan ottoman Abdülaziz. C'est Ismaïl Pacha qui ouvre l'ère des khédives reconnus. À la différence de son grand-père et son père qui menaient une politique de guerre contre la Sublime Porte, Ismaïl Pacha renforce la position de sa dynastie par une combinaison de flatterie et de corruption. Néanmoins, il l'affaiblit par le poids des dettes, et en 1879, le sultan ottoman Abdülhamid II avec l'aide des grandes puissances, le dépose et le remplace par son fils Tawfiq. En 1882, le Royaume-Uni envoie ses troupes occuper l'Égypte et le Soudan, au motif d'aider le khédive Tawfiq contre le gouvernement nationaliste d'Ahmed Arabi. Par la suite, le véritable pouvoir de l'Égypte et du Soudan est tenu par les Britanniques, mais la dynastie est maintenue, et les territoires restent nominalement des provinces ottomanes.

## Sultanat et royaume
En 1914, le khédive Abbas II souhaite engager son pays dans la Première Guerre mondiale aux côtés de l'Empire ottoman et de ses alliés allemand et austro-hongrois. Déposé par les Britanniques, il est remplacé par son oncle Hussein Kamal. 
Pour marquer sa rupture avec les Ottomans, Hussein Kamal prend alors le titre de sultan et doit accepter la mise en place d'un protectorat britannique. Ce fait provoque une montée du nationalisme des autochtones, et les Anglais doivent bientôt reculer, reconnaissant l'indépendance de l'Égypte en 1922. Avec la nouvelle situation, le nouveau chef d'État égyptien Fouad Ier abandonne le titre de sultan pour celui du « roi d'Égypte et de Soudan », avec comme supplément le titre de « souverain de Nubie, de Kordofan et de Darfour ». Les territoires égyptiens et soudanais restent fortement contrôlés par l'administration britannique en Égypte qui cherchait aussi par plusieurs manières à séparer le Soudan de l'Égypte. 
C'est en réagissant aux manœuvres anglaises que Fouad Ier et son fils Farouk Ier (1936 - 1952) maintiennent ces titres.

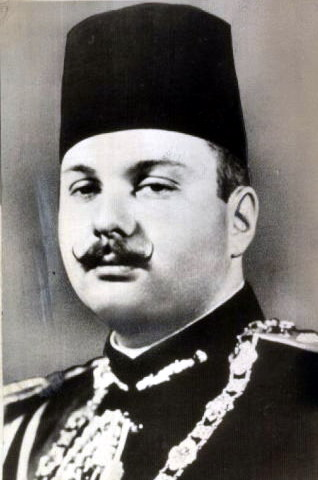
Farouk Ier

## Quelques membres non régnants célèbres
- Dramali Pacha (v1780-1822), vizir de l'empire ottoman.
- Prince Mustafa Fazıl Pacha (1830-1875)
- Prince Mohammed Ali Tewfik (1875-1955)
- Nazli Sabri (1894-1978), sultane et reine d'Égypte
- Prince Mouhammad Abdel Moneim (en) (1899-1979)
- Princesse Faouzia Fouad, reine d'Iran (1921-2013)
- Narriman Sadek (1933-2005), dernière reine d'Égypte
- Prince Mohamed Ali, prince du Saïd (né en 1979), héritier actuel du trône d'Égypte, fils du roi Fouad II.

## Généalogie simplifiée
|  |  |
|  |  |

|  |  |

|                   |                   |                   |                   |                                                               |                                                               |                                                               |                                                               |                                                               |                                                               |                                 |                                 | Emina de Nosratli               | Emina de Nosratli               | Emina de Nosratli | Emina de Nosratli | Emina de Nosratli | Emina de Nosratli |             |             | 1. Méhémet Ali Wāli (1805-48)                             | 1. Méhémet Ali Wāli (1805-48)                             | 1. Méhémet Ali Wāli (1805-48)                             | 1. Méhémet Ali Wāli (1805-48)                             | 1. Méhémet Ali Wāli (1805-48)                             | 1. Méhémet Ali Wāli (1805-48)                             |                                             |                                             |                                             |                                             |                                         |                                         |                                         |                                         |            |            |                |                |                |                |                                        |                                        |                                        |                                        |                                        |                                        | Ayn al-Hayat             | Ayn al-Hayat             | Ayn al-Hayat             | Ayn al-Hayat             | Ayn al-Hayat | Ayn al-Hayat |             |             |  |  |
|                   |                   |                   |                   |                                                               |                                                               |                                                               |                                                               |                                                               |                                                               |                                 |                                 | Emina de Nosratli               | Emina de Nosratli               | Emina de Nosratli | Emina de Nosratli | Emina de Nosratli | Emina de Nosratli |             |             | 1. Méhémet Ali Wāli (1805-48)                             | 1. Méhémet Ali Wāli (1805-48)                             | 1. Méhémet Ali Wāli (1805-48)                             | 1. Méhémet Ali Wāli (1805-48)                             | 1. Méhémet Ali Wāli (1805-48)                             | 1. Méhémet Ali Wāli (1805-48)                             |                                             |                                             |                                             |                                             |                                         |                                         |                                         |                                         |            |            |                |                |                |                |                                        |                                        |                                        |                                        |                                        |                                        | Ayn al-Hayat             | Ayn al-Hayat             | Ayn al-Hayat             | Ayn al-Hayat             | Ayn al-Hayat | Ayn al-Hayat |             |             |  |  |
|                   |                   |                   |                   |                                                               |                                                               |                                                               |                                                               |                                                               |                                                               |                                 |                                 |                                 |                                 |                   |                   |                   |                   |             |             |                                                           |                                                           |                                                           |                                                           |                                                           |                                                           |                                             |                                             |                                             |                                             |                                         |                                         |                                         |                                         |            |            |                |                |                |                |                                        |                                        |                                        |                                        |                                        |                                        |                          |                          |                          |                          |              |              |             |             |  |  |
|                   |                   |                   |                   |                                                               |                                                               |                                                               |                                                               |                                                               |                                                               |                                 |                                 |                                 |                                 |                   |                   |                   |                   |             |             |                                                           |                                                           |                                                           |                                                           |                                                           |                                                           |                                             |                                             |                                             |                                             |                                         |                                         |                                         |                                         |            |            |                |                |                |                |                                        |                                        |                                        |                                        |                                        |                                        |                          |                          |                          |                          |              |              |             |             |  |  |
|                   |                   |                   |                   | Bamba Kadin                                                   | Bamba Kadin                                                   | Bamba Kadin                                                   | Bamba Kadin                                                   | Bamba Kadin                                                   | Bamba Kadin                                                   |                                 |                                 | Toussoune Pacha                 | Toussoune Pacha                 | Toussoune Pacha   | Toussoune Pacha   | Toussoune Pacha   | Toussoune Pacha   |             |             | 2. Ibrahim Pacha Wāli (1848)                              | 2. Ibrahim Pacha Wāli (1848)                              | 2. Ibrahim Pacha Wāli (1848)                              | 2. Ibrahim Pacha Wāli (1848)                              | 2. Ibrahim Pacha Wāli (1848)                              | 2. Ibrahim Pacha Wāli (1848)                              |                                             |                                             | Hoshiar                                     | Hoshiar                                     | Hoshiar                                 | Hoshiar                                 | Hoshiar                                 | Hoshiar                                 |            |            |                |                |                |                | 4. Mohamed Saïd Pacha Wāli (1854-63)   | 4. Mohamed Saïd Pacha Wāli (1854-63)   | 4. Mohamed Saïd Pacha Wāli (1854-63)   | 4. Mohamed Saïd Pacha Wāli (1854-63)   | 4. Mohamed Saïd Pacha Wāli (1854-63)   | 4. Mohamed Saïd Pacha Wāli (1854-63)   |                          |                          |                          |                          |              |              |             |             |  |  |
|                   |                   |                   |                   | Bamba Kadin                                                   | Bamba Kadin                                                   | Bamba Kadin                                                   | Bamba Kadin                                                   | Bamba Kadin                                                   | Bamba Kadin                                                   |                                 |                                 | Toussoune Pacha                 | Toussoune Pacha                 | Toussoune Pacha   | Toussoune Pacha   | Toussoune Pacha   | Toussoune Pacha   |             |             | 2. Ibrahim Pacha Wāli (1848)                              | 2. Ibrahim Pacha Wāli (1848)                              | 2. Ibrahim Pacha Wāli (1848)                              | 2. Ibrahim Pacha Wāli (1848)                              | 2. Ibrahim Pacha Wāli (1848)                              | 2. Ibrahim Pacha Wāli (1848)                              |                                             |                                             | Hoshiar                                     | Hoshiar                                     | Hoshiar                                 | Hoshiar                                 | Hoshiar                                 | Hoshiar                                 |            |            |                |                |                |                | 4. Mohamed Saïd Pacha Wāli (1854-63)   | 4. Mohamed Saïd Pacha Wāli (1854-63)   | 4. Mohamed Saïd Pacha Wāli (1854-63)   | 4. Mohamed Saïd Pacha Wāli (1854-63)   | 4. Mohamed Saïd Pacha Wāli (1854-63)   | 4. Mohamed Saïd Pacha Wāli (1854-63)   |                          |                          |                          |                          |              |              |             |             |  |  |
|                   |                   |                   |                   |                                                               |                                                               |                                                               |                                                               |                                                               |                                                               |                                 |                                 |                                 |                                 |                   |                   |                   |                   |             |             |                                                           |                                                           |                                                           |                                                           |                                                           |                                                           |                                             |                                             |                                             |                                             |                                         |                                         |                                         |                                         |            |            |                |                |                |                |                                        |                                        |                                        |                                        |                                        |                                        |                          |                          |                          |                          |              |              |             |             |  |  |
|                   |                   |                   |                   |                                                               |                                                               |                                                               |                                                               |                                                               |                                                               |                                 |                                 |                                 |                                 |                   |                   |                   |                   |             |             |                                                           |                                                           |                                                           |                                                           |                                                           |                                                           |                                             |                                             |                                             |                                             |                                         |                                         |                                         |                                         |            |            |                |                |                |                |                                        |                                        |                                        |                                        |                                        |                                        |                          |                          |                          |                          |              |              |             |             |  |  |
| Mahivech          | Mahivech          | Mahivech          | Mahivech          | Mahivech                                                      | Mahivech                                                      |                                                               |                                                               | 3. Abbas Ier Wāli (1848-54)                                   | 3. Abbas Ier Wāli (1848-54)                                   | 3. Abbas Ier Wāli (1848-54)     | 3. Abbas Ier Wāli (1848-54)     | 3. Abbas Ier Wāli (1848-54)     | 3. Abbas Ier Wāli (1848-54)     |                   |                   | Chafak Nour       | Chafak Nour       | Chafak Nour | Chafak Nour | Chafak Nour                                               | Chafak Nour                                               |                                                           |                                                           | 5. Ismaïl Pacha Wali puis khédive (1863-79)               | 5. Ismaïl Pacha Wali puis khédive (1863-79)               | 5. Ismaïl Pacha Wali puis khédive (1863-79) | 5. Ismaïl Pacha Wali puis khédive (1863-79) | 5. Ismaïl Pacha Wali puis khédive (1863-79) | 5. Ismaïl Pacha Wali puis khédive (1863-79) |                                         |                                         | Nour Felek                              | Nour Felek                              | Nour Felek | Nour Felek | Nour Felek     | Nour Felek     |                |                | Ferial                                 | Ferial                                 | Ferial                                 | Ferial                                 | Ferial                                 | Ferial                                 |                          |                          |                          |                          |              |              |             |             |  |  |
| Mahivech          | Mahivech          | Mahivech          | Mahivech          | Mahivech                                                      | Mahivech                                                      |                                                               |                                                               | 3. Abbas Ier Wāli (1848-54)                                   | 3. Abbas Ier Wāli (1848-54)                                   | 3. Abbas Ier Wāli (1848-54)     | 3. Abbas Ier Wāli (1848-54)     | 3. Abbas Ier Wāli (1848-54)     | 3. Abbas Ier Wāli (1848-54)     |                   |                   | Chafak Nour       | Chafak Nour       | Chafak Nour | Chafak Nour | Chafak Nour                                               | Chafak Nour                                               |                                                           |                                                           | 5. Ismaïl Pacha Wali puis khédive (1863-79)               | 5. Ismaïl Pacha Wali puis khédive (1863-79)               | 5. Ismaïl Pacha Wali puis khédive (1863-79) | 5. Ismaïl Pacha Wali puis khédive (1863-79) | 5. Ismaïl Pacha Wali puis khédive (1863-79) | 5. Ismaïl Pacha Wali puis khédive (1863-79) |                                         |                                         | Nour Felek                              | Nour Felek                              | Nour Felek | Nour Felek | Nour Felek     | Nour Felek     |                |                | Ferial                                 | Ferial                                 | Ferial                                 | Ferial                                 | Ferial                                 | Ferial                                 |                          |                          |                          |                          |              |              |             |             |  |  |
|                   |                   |                   |                   |                                                               |                                                               |                                                               |                                                               |                                                               |                                                               |                                 |                                 |                                 |                                 |                   |                   |                   |                   |             |             |                                                           |                                                           |                                                           |                                                           |                                                           |                                                           |                                             |                                             |                                             |                                             |                                         |                                         |                                         |                                         |            |            |                |                |                |                |                                        |                                        |                                        |                                        |                                        |                                        |                          |                          |                          |                          |              |              |             |             |  |  |
|                   |                   |                   |                   | Ibrahim Ilhamy                                                | Ibrahim Ilhamy                                                | Ibrahim Ilhamy                                                | Ibrahim Ilhamy                                                | Ibrahim Ilhamy                                                | Ibrahim Ilhamy                                                |                                 |                                 | Concubine                       | Concubine                       | Concubine         | Concubine         | Concubine         | Concubine         |             |             |                                                           |                                                           |                                                           |                                                           |                                                           |                                                           |                                             |                                             |                                             |                                             |                                         |                                         |                                         |                                         |            |            |                |                |                |                |                                        |                                        |                                        |                                        |                                        |                                        |                          |                          |                          |                          |              |              |             |             |  |  |
|                   |                   |                   |                   | Ibrahim Ilhamy                                                | Ibrahim Ilhamy                                                | Ibrahim Ilhamy                                                | Ibrahim Ilhamy                                                | Ibrahim Ilhamy                                                | Ibrahim Ilhamy                                                |                                 |                                 | Concubine                       | Concubine                       | Concubine         | Concubine         | Concubine         | Concubine         |             |             |                                                           |                                                           |                                                           |                                                           |                                                           |                                                           |                                             |                                             |                                             |                                             |                                         |                                         |                                         |                                         |            |            |                |                |                |                |                                        |                                        |                                        |                                        |                                        |                                        |                          |                          |                          |                          |              |              |             |             |  |  |
|                   |                   |                   |                   |                                                               |                                                               |                                                               |                                                               |                                                               |                                                               |                                 |                                 |                                 |                                 |                   |                   |                   |                   |             |             |                                                           |                                                           |                                                           |                                                           |                                                           |                                                           |                                             |                                             |                                             |                                             |                                         |                                         |                                         |                                         |            |            |                |                |                |                |                                        |                                        |                                        |                                        |                                        |                                        |                          |                          |                          |                          |              |              |             |             |  |  |
|                   |                   |                   |                   |                                                               |                                                               |                                                               |                                                               | Emina Ilhamy                                                  | Emina Ilhamy                                                  | Emina Ilhamy                    | Emina Ilhamy                    | Emina Ilhamy                    | Emina Ilhamy                    |                   |                   |                   |                   |             |             | 6. Tawfiq Pacha Khédive (1879-92)                         | 6. Tawfiq Pacha Khédive (1879-92)                         | 6. Tawfiq Pacha Khédive (1879-92)                         | 6. Tawfiq Pacha Khédive (1879-92)                         | 6. Tawfiq Pacha Khédive (1879-92)                         | 6. Tawfiq Pacha Khédive (1879-92)                         |                                             |                                             | 8. Hussein Kamal Pacha Sultan (1914-17)     | 8. Hussein Kamal Pacha Sultan (1914-17)     | 8. Hussein Kamal Pacha Sultan (1914-17) | 8. Hussein Kamal Pacha Sultan (1914-17) | 8. Hussein Kamal Pacha Sultan (1914-17) | 8. Hussein Kamal Pacha Sultan (1914-17) |            |            |                |                |                |                | 9. Fouad Ier Sultan puis roi (1917-36) | 9. Fouad Ier Sultan puis roi (1917-36) | 9. Fouad Ier Sultan puis roi (1917-36) | 9. Fouad Ier Sultan puis roi (1917-36) | 9. Fouad Ier Sultan puis roi (1917-36) | 9. Fouad Ier Sultan puis roi (1917-36) |                          |                          | Nazli Sabri              | Nazli Sabri              | Nazli Sabri  | Nazli Sabri  | Nazli Sabri | Nazli Sabri |  |  |
|                   |                   |                   |                   |                                                               |                                                               |                                                               |                                                               | Emina Ilhamy                                                  | Emina Ilhamy                                                  | Emina Ilhamy                    | Emina Ilhamy                    | Emina Ilhamy                    | Emina Ilhamy                    |                   |                   |                   |                   |             |             | 6. Tawfiq Pacha Khédive (1879-92)                         | 6. Tawfiq Pacha Khédive (1879-92)                         | 6. Tawfiq Pacha Khédive (1879-92)                         | 6. Tawfiq Pacha Khédive (1879-92)                         | 6. Tawfiq Pacha Khédive (1879-92)                         | 6. Tawfiq Pacha Khédive (1879-92)                         |                                             |                                             | 8. Hussein Kamal Pacha Sultan (1914-17)     | 8. Hussein Kamal Pacha Sultan (1914-17)     | 8. Hussein Kamal Pacha Sultan (1914-17) | 8. Hussein Kamal Pacha Sultan (1914-17) | 8. Hussein Kamal Pacha Sultan (1914-17) | 8. Hussein Kamal Pacha Sultan (1914-17) |            |            |                |                |                |                | 9. Fouad Ier Sultan puis roi (1917-36) | 9. Fouad Ier Sultan puis roi (1917-36) | 9. Fouad Ier Sultan puis roi (1917-36) | 9. Fouad Ier Sultan puis roi (1917-36) | 9. Fouad Ier Sultan puis roi (1917-36) | 9. Fouad Ier Sultan puis roi (1917-36) |                          |                          | Nazli Sabri              | Nazli Sabri              | Nazli Sabri  | Nazli Sabri  | Nazli Sabri | Nazli Sabri |  |  |
|                   |                   |                   |                   |                                                               |                                                               |                                                               |                                                               |                                                               |                                                               |                                 |                                 |                                 |                                 |                   |                   |                   |                   |             |             |                                                           |                                                           |                                                           |                                                           |                                                           |                                                           |                                             |                                             |                                             |                                             |                                         |                                         |                                         |                                         |            |            |                |                |                |                |                                        |                                        |                                        |                                        |                                        |                                        |                          |                          |                          |                          |              |              |             |             |  |  |
|                   |                   |                   |                   |                                                               |                                                               |                                                               |                                                               |                                                               |                                                               |                                 |                                 |                                 |                                 |                   |                   |                   |                   |             |             |                                                           |                                                           |                                                           |                                                           |                                                           |                                                           |                                             |                                             |                                             |                                             |                                         |                                         |                                         |                                         |            |            |                |                |                |                |                                        |                                        |                                        |                                        |                                        |                                        |                          |                          |                          |                          |              |              |             |             |  |  |
| Ikbal Hanimefendi | Ikbal Hanimefendi | Ikbal Hanimefendi | Ikbal Hanimefendi | Ikbal Hanimefendi                                             | Ikbal Hanimefendi                                             |                                                               |                                                               | 7. Abbas II Khédive (1892-1914)                               | 7. Abbas II Khédive (1892-1914)                               | 7. Abbas II Khédive (1892-1914) | 7. Abbas II Khédive (1892-1914) | 7. Abbas II Khédive (1892-1914) | 7. Abbas II Khédive (1892-1914) |                   |                   |                   |                   |             |             | Prince Mohammed Ali Tewfik Régent du roi Farouk (1936-37) | Prince Mohammed Ali Tewfik Régent du roi Farouk (1936-37) | Prince Mohammed Ali Tewfik Régent du roi Farouk (1936-37) | Prince Mohammed Ali Tewfik Régent du roi Farouk (1936-37) | Prince Mohammed Ali Tewfik Régent du roi Farouk (1936-37) | Prince Mohammed Ali Tewfik Régent du roi Farouk (1936-37) |                                             |                                             |                                             |                                             |                                         |                                         |                                         |                                         |            |            | Narriman Sadek | Narriman Sadek | Narriman Sadek | Narriman Sadek | Narriman Sadek                         | Narriman Sadek                         |                                        |                                        | 10. Farouk Roi (1936-52)               | 10. Farouk Roi (1936-52)               | 10. Farouk Roi (1936-52) | 10. Farouk Roi (1936-52) | 10. Farouk Roi (1936-52) | 10. Farouk Roi (1936-52) |              |              |             |             |  |  |
| Ikbal Hanimefendi | Ikbal Hanimefendi | Ikbal Hanimefendi | Ikbal Hanimefendi | Ikbal Hanimefendi                                             | Ikbal Hanimefendi                                             |                                                               |                                                               | 7. Abbas II Khédive (1892-1914)                               | 7. Abbas II Khédive (1892-1914)                               | 7. Abbas II Khédive (1892-1914) | 7. Abbas II Khédive (1892-1914) | 7. Abbas II Khédive (1892-1914) | 7. Abbas II Khédive (1892-1914) |                   |                   |                   |                   |             |             | Prince Mohammed Ali Tewfik Régent du roi Farouk (1936-37) | Prince Mohammed Ali Tewfik Régent du roi Farouk (1936-37) | Prince Mohammed Ali Tewfik Régent du roi Farouk (1936-37) | Prince Mohammed Ali Tewfik Régent du roi Farouk (1936-37) | Prince Mohammed Ali Tewfik Régent du roi Farouk (1936-37) | Prince Mohammed Ali Tewfik Régent du roi Farouk (1936-37) |                                             |                                             |                                             |                                             |                                         |                                         |                                         |                                         |            |            | Narriman Sadek | Narriman Sadek | Narriman Sadek | Narriman Sadek | Narriman Sadek                         | Narriman Sadek                         |                                        |                                        | 10. Farouk Roi (1936-52)               | 10. Farouk Roi (1936-52)               | 10. Farouk Roi (1936-52) | 10. Farouk Roi (1936-52) | 10. Farouk Roi (1936-52) | 10. Farouk Roi (1936-52) |              |              |             |             |  |  |
|                   |                   |                   |                   |                                                               |                                                               |                                                               |                                                               |                                                               |                                                               |                                 |                                 |                                 |                                 |                   |                   |                   |                   |             |             |                                                           |                                                           |                                                           |                                                           |                                                           |                                                           |                                             |                                             |                                             |                                             |                                         |                                         |                                         |                                         |            |            |                |                |                |                |                                        |                                        |                                        |                                        |                                        |                                        |                          |                          |                          |                          |              |              |             |             |  |  |
|                   |                   |                   |                   | Prince Mohammed Abdel Moneim Régent du roi Fouad II (1952-53) | Prince Mohammed Abdel Moneim Régent du roi Fouad II (1952-53) | Prince Mohammed Abdel Moneim Régent du roi Fouad II (1952-53) | Prince Mohammed Abdel Moneim Régent du roi Fouad II (1952-53) | Prince Mohammed Abdel Moneim Régent du roi Fouad II (1952-53) | Prince Mohammed Abdel Moneim Régent du roi Fouad II (1952-53) |                                 |                                 |                                 |                                 |                   |                   |                   |                   |             |             |                                                           |                                                           |                                                           |                                                           |                                                           |                                                           |                                             |                                             |                                             |                                             |                                         |                                         |                                         |                                         |            |            |                |                |                |                | 11. Fouad II Roi (1952-53)             | 11. Fouad II Roi (1952-53)             | 11. Fouad II Roi (1952-53)             | 11. Fouad II Roi (1952-53)             | 11. Fouad II Roi (1952-53)             | 11. Fouad II Roi (1952-53)             |                          |                          |                          |                          |              |              |             |             |  |  |
|                   |                   |                   |                   | Prince Mohammed Abdel Moneim Régent du roi Fouad II (1952-53) | Prince Mohammed Abdel Moneim Régent du roi Fouad II (1952-53) | Prince Mohammed Abdel Moneim Régent du roi Fouad II (1952-53) | Prince Mohammed Abdel Moneim Régent du roi Fouad II (1952-53) | Prince Mohammed Abdel Moneim Régent du roi Fouad II (1952-53) | Prince Mohammed Abdel Moneim Régent du roi Fouad II (1952-53) |                                 |                                 |                                 |                                 |                   |                   |                   |                   |             |             |                                                           |                                                           |                                                           |                                                           |                                                           |                                                           |                                             |                                             |                                             |                                             |                                         |                                         |                                         |                                         |            |            |                |                |                |                | 11. Fouad II Roi (1952-53)             | 11. Fouad II Roi (1952-53)             | 11. Fouad II Roi (1952-53)             | 11. Fouad II Roi (1952-53)             | 11. Fouad II Roi (1952-53)             | 11. Fouad II Roi (1952-53)             |                          |                          |                          |                          |              |              |             |             |  |  |
|                   |                   |                   |                   |                                                               |                                                               |                                                               |                                                               |                                                               |                                                               |                                 |                                 |                                 |                                 |                   |                   |                   |                   |             |             |                                                           |                                                           |                                                           |                                                           |                                                           |                                                           |                                             |                                             |                                             |                                             |                                         |                                         |                                         |                                         |            |            |                |                |                |                | Mohammed Ali Prince du Saïd (1979-)    |                                        |                                        |                                        |                                        |                                        |                          |                          |                          |                          |              |              |             |             |  |  |